# Watch Water
Das Watch Water ist ein Bach in der schottischen Council Area Scottish Borders.

## Lauf
Das Watch Water entsteht durch den Zusammenfluss der Bäche Philips Sike und Bell Burn auf etwa 340 Metern Höhe vor der Nordflanke des 447 Meter hohen Twin Law in den Lammermuir Hills. Der Bach fließt vornehmlich nach Osten ab und mündet bei Longformacus von rechts in das Dye Water, das über das Whiteadder Water und den River Tweed in die Nordsee entwässert. Der etwa 9,55 Kilometer lange Bach durchfließt eine weitgehend unbesiedelte Gegend der Lammermuir Hills. Der Southern Upland Way quert seinen Lauf viermal.

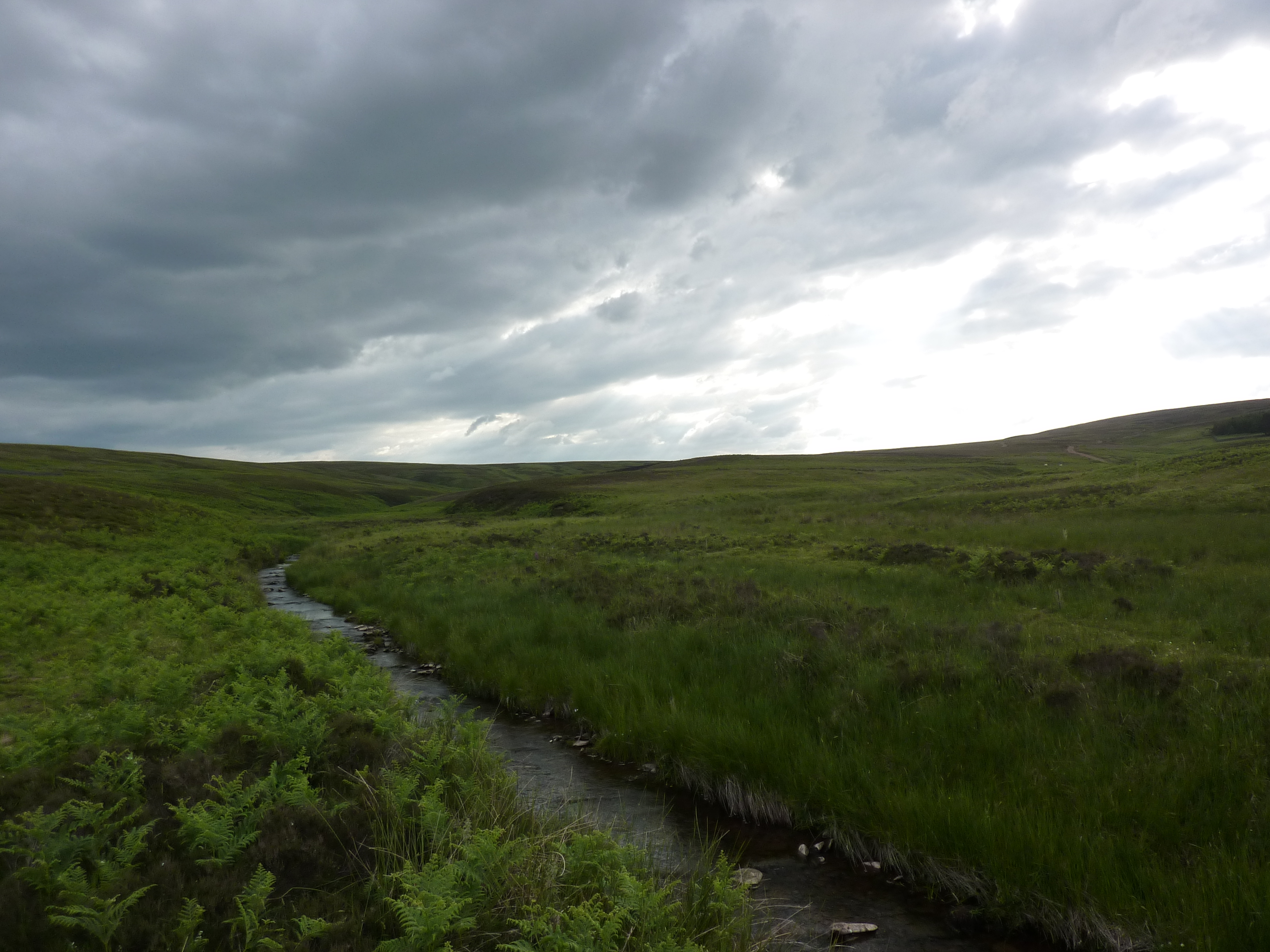
Oberlauf des Watch Water
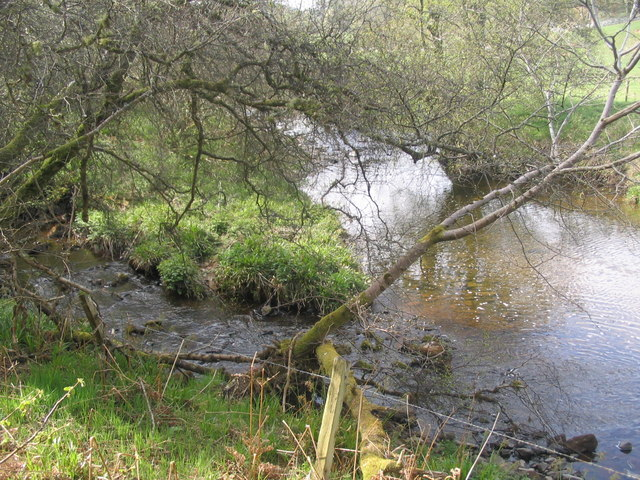
Mündung in das Dye Water

## Watch Water Reservoir
1954 wurde der Mittellauf des Watch Water zum Watch Water Reservoir aufgestaut, das von Scottish Water als Trinkwasserspeicher betrieben wird. Der 1,1 Kilometer lange und 660 Meter breite See liegt auf einer Höhe von 276 Metern. Sein 1054 Hektar umfassendes Einzugsgebiet beinhaltet das am Westende einmündende Watch Water mit seinen Quellbächen und den von Süden kommenden Arch Burn, der einst von rechts in das Watch Water mündete. Zu mehr als 90 % handelt es sich bei den Flächen um Heide- und Grasflächen. Der im Mittel 4,8 Meter tiefe Stausee weist ein Volumen von 1.418.549 m³ bei einer Seefläche von 30 Hektar und einem Umfang von drei Kilometern auf.
Bei dem Staudamm am Nordostufer handelt es sich um einen befestigten Erdwall. Das Watch Water ist über ein Wehr in einem Turm am Ostufer abgeleitet. Am Nordwestufer, an der gegenüberliegenden Seite des Staudamms, ist ein Überlauf eingerichtet.

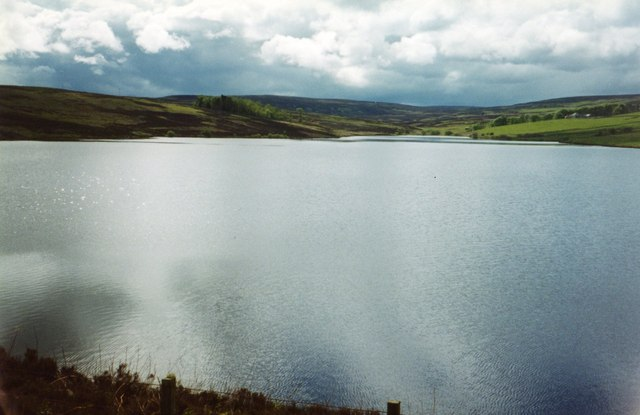
Blick nach Westen über das Watch Water Reservoir
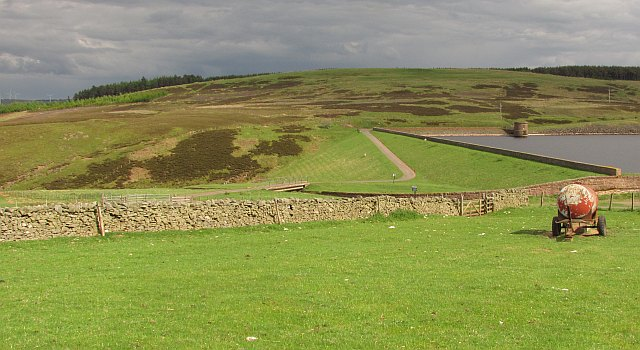
Blick vom Southern Upland Way auf dem Staudamm; Der Überlauf verläuft entlang der geschwungenen Mauer.
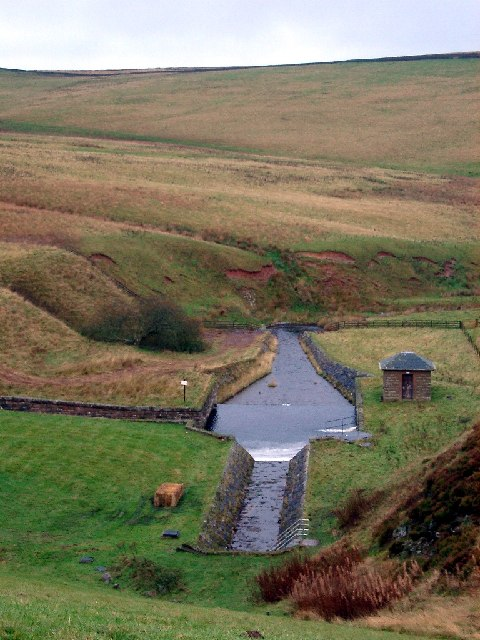
Von unten kommend das ablaufende Watch Water; von links mündet der Überlauf ein.